# Hypamblys innotator
Hypamblys innotator là một loài tò vò trong họ Ichneumonidae.